# Rhizomolgula globularis
Rhizomolgula globularis is een zakpijpensoort uit de familie van de Molgulidae. De wetenschappelijke naam van de soort is voor het eerst geldig gepubliceerd in 1776 door Pallas.